# 椎木俊介
椎木 俊介（しいのき しゅんすけ、英：Shunsuke Shiinoki、別名：Shuncou。1976年10月4日生まれ）は、日本のフラワーデザイナー、写真家。
相棒の東信と「オートクチュールの花屋」と称される東京・南青山の花屋『ジャルダン・デ・フルール』を構える。近年は写真家としても活動。

## 人物
福岡県出身。2002年より銀座・コマツビルにてフラワーアーティスト・東信とともに花屋ジャルダン・デ・フルールを開店、現在は南青山に店舗を構える。2005年より写真を始め、全て独学で技術を習得。花屋として働く傍ら、相棒の東信の作品を撮り続け、現在では雑誌の表紙や連載等、花や植物の持つ神秘性や瞬間美を捉える写真家として高い評価を得る。本業の花屋ではスクールの講師としても活動。縛りのない自由なレッスンは、その確かな腕と本人の人柄も相まって受講希望者が国内外から後を絶たない。

## 連載（写真）
- 『Numero TOKYO』：Botanical Sculpture（創刊〜現在）扶桑社
- 『Papyrus』：花と俺（2007〜2011）幻冬舎
- 『Kanon』：千紫万紅（2008〜2011）美研インターナショナル